# Vetenskapsåret 1964

## Händelser

### Astronomiochrymdfart
- 8 april - Rymdfarkosten Gemini 1 skjuts upp utan besättning.
- 13 oktober - Rymdfarkosten Voskhod 1 skjuts upp med 3 kosmonauter ombord.

### Fysik
- Juli - James Cronin och Val Fitch upptäcker att CP-symmetrin inte bevaras vid neutrala kaoners sönderfall.
- Bells teorem eller Bells olikhet är ett teorem inom kvantmekanik postulerat och bevisat av J. S. Bell.

### Matematik
- Okänt datum - Paul Cohen bevisar oavgörbarheten hos kontinuumhypotesenen.[1]

### Medicin
- 6 april – Första njurtransplantationen i Sverige utförs, Serafimerlasarettet, under ledning av professor Curt Franksson

### Paleontologi
- Augusti - John Ostrom identifierar kvarlevorna av dinosaurien Deinonychus i Montana, en dinosaurier som var betydande i en liten art, närbesläktad med fåglar.[2]

### Teknik
- 7 april - IBM introducerar sitt System/360, en familj av stordatorer. [3]
- November - Nederländska elektronikföretaget Philips lanserar sitt kassettband i USA.[4]

## Pristagare
- Copleymedaljen: Sydney Chapman
- Darwinmedaljen: Kenneth Mather
- Davymedaljen: Melvin Calvin
- Nobelpriset: [5]
  - Fysik: Charles H. Townes, Nikolaj G. Basov, Aleksandr M. Prochorov
  - Kemi: Dorothy Crowfoot Hodgkin
  - Fysiologi/medicin: Konrad Bloch, Feodor Lynen
- Sylvestermedaljen: Mary Cartwright
- Wollastonmedaljen: Harold Jeffreys [6]

## Födda
- 26 augusti – Viggo Kann, svensk datavetare.
- okänt datum – Kenneth J. Lawrence, amerikansk astronom.

## Avlidna
- 8 februari - Ernst Kretschmer (född 1888), tysk psykiater.
- 27 februari - Alfred Petrén (född 1867), svensk psykiatriker, rasbiolog och politiker.
- 18 mars - Norbert Wiener (född 1894), amerikansk matematiker.
- 24 april - Gerhard Domagk (född 1895), tysk patolog och bakteriolog.
- 30 maj - Leó Szilárd (född 1898), ungersk-amerikansk kärnfysiker.
- 1 december - J.B.S. Haldane (född 1892), brittisk genetiker och evolutionsbiolog.

### Fotnoter
1. ↑  Crilly, Tony (2007). 50 Mathematical Ideas you really need to know. London: Quercus. sid. 73. ISBN 978-1-84724-008-8
2. ↑  Ostrom, J. H. (11 mars 1969). ”Osteology of Deinonychus antirrhopus, an unusual theropod from the Lower Cretaceous of Montana”. Peabody Museum of Natural History Bulletin "30":  ss. 1–165. http://www.biodiversitylibrary.org/page/10658785#7.
3. ↑  CED in the History of Media Technology (läst 11 april 2011)
4. ↑  ”Lou Ottens, Inventor of the Cassette Tape, Dies at 94” (på egneslka). Udiscover Music. 10 mars 2021. https://www.udiscovermusic.com/news/lou-ottens-dies-at-94/. Läst 10 februari 2023.
5. ↑  ”Nobelpriset”. http://nobelprize.org/nobel_prizes/lists/all/index.html. Läst 10 april 2011.
6. ↑  ”Geological Society”. Arkiverad från originalet den 5 juni 2011. https://web.archive.org/web/20110605102217/http://www.geolsoc.org.uk/gsl/society/history/page750.html. Läst 14 april 2011.